# 黒沢かずこ
黒沢 かずこ（くろさわ かずこ、1978年〈昭和53年〉10月17日 - ）は、日本のお笑いタレント、女優。女性お笑いトリオ・森三中のボケ担当。本名は黒沢 宗子（読み同じ）。吉本興業所属。NSC東京校4期生。茨城県ひたちなか市（旧・勝田市）出身。

## 人物
- ひたちなか市立勝田第三中学校卒業、水戸短期大学附属高等学校（現・水戸啓明高等学校）卒業。
- 素人時代から大のお笑いファンで、よくお笑いのライブを見に上京していたという。
- 1998年、NSC東京校の同期だった大島美幸、村上知子と共に「森三中」を結成。2001年、日本テレビ『進ぬ!電波少年』の「電波少年的15少女漂流記」に参加し、同年には大島と村上が『ダウンタウンのガキの使いやあらへんで!!』で頭角を現してきたこともあり、森三中のテレビ出演が増える。
- 『Matthew's Best Hit TV』には、クレア黒沢（アメリカショウビズ界のセクシーダイナマイトで女優の卵という設定）として出演していた。
- 2003年に大島が、2008年には村上が結婚したため、森三中では唯一の独身メンバーになる。
- 一人っ子で、実家は食堂喫茶「まわたり食堂」を経営していた[1]。
- 中学校ではソフトボール部に所属しキャプテンも務めた。
- 人格を幾つか演じることがあり、くーちゃん（11歳）、くろちゃん（17歳）、くろさん（33歳、ゴシップ好き）がある[2]。
- 2010年の「よしもとべっぴんランキング」で第6位にランクイン（大島は「ぶちゃいくランキング」で第6位、村上は第8位にランクインした）。
- 2017年に『出川哲朗の充電させてもらえませんか?』（テレビ東京）ロケのゲスト出演のために原動機付自転車免許を取得、同番組での運転が初の公道での運転となった[3]。

## 千手観音かずこでの活動
単独で「千手観音かずこ」（自称：平成の歌姫、三茶の女豹）名義でも活動中。全身金色の衣装が特徴で、邦楽を意味不明な言語で歌うこともある。レパートリーには、倖田來未の『キューティーハニー』、MISIAの『Everything』、森川由加里の『SHOW ME』、アン・ルイスの『六本木心中』などがある。いずれも歌詞はアドリブで、うろ覚えのまま雰囲気だけで歌うため、その都度歌詞が変わり原型を留めないことがほとんど。また、自身が作詞作曲した、「嫁にキッピリ」、「バイバイしないで」、「透明のテーブル」という曲もある。
『アメトーーク!』や『HEY!HEY!HEY! MUSIC CHAMP』で歌を披露している。『めちゃ×2イケてるッ!』では、番組内のコーナー企画『近くへ行きたい』三軒茶屋編において「たまたま近くに住んでいるから」という理由でゲスト出演、キューティーハニーならぬ「テキトーハニー」と名づけられ、その後も応援ゲストとして出演機会が増えている。その際、岡村隆史からは「三茶の女豹」と紹介されている。2010年1月9日放送分では、倖田來未本人を前にテキトーハニーを披露し、後に倖田公認のモノマネとなった。ちなみに2009年お台場合衆国のめちゃイケのブースめちゃ畑牧場では彼女をモデルにしたロデオが作られている、めちゃイケでメンバー以外がモチーフとなるのは江頭2:50以来である。
このキャラクターでR-1ぐらんぷりの準決勝に進出した。

## 逸話
- お笑い芸人が出演するラジオ番組の聴取を趣味にしており、芸能人となってからも様々な番組のコーナーに匿名でメール投稿している。自身のラジオの始まりは茨城放送（現在のLuckyFM茨城放送）にあると語っており、阿部重典の番組を愛聴していたり、学生時代はニッポン放送『三宅裕司のヤングパラダイス』『内海ゆたおの夜はドッカーン!』『伊集院光のOh!デカナイト』『ウッチャンナンチャンのオールナイトニッポン』、TBSラジオ『岸谷五朗の東京RADIO CLUB』、文化放送『Come on FUNKY Lips!』のほか、関西圏のMBSラジオ『MBSヤングタウン』『ヤンタンあそびのWA‼』をいわゆる雑音リスナーとして聴いていた[4]。TBSラジオのJUNK、JUNK2筆頭に文化放送『大竹まこと ゴールデンラジオ!』、ニッポン放送『DAYS』『オールナイトニッポン』[5]、TOKYO FM『Skyrocket Company』『TOKYO SPEAKEASY』などを愛聴しており、ゲストとして呼ばれることもある[6]。
- 尻が象の皮膚のようになっていることを広言しており、『ロンドンハーツ』でそれを見せられた田村淳が悲鳴を上げた。
- ラジオのペンネームは、癒し系な感じで読まれるようにと「ゴマ」にしている。
- 2020年、新型コロナウイルスに感染し、活動を自粛していた際にはラジオに助けられたと語っている[6]。退院の日にニッポン放送『笑福亭鶴瓶 日曜日のそれ』を聴き、笑福亭鶴瓶の声を夜も聴きたいと思い立ち、この時にradikoプレミアム会員になったと語っており[6][4]、関西地方のラジオではMBSラジオ『こんちわコンちゃんお昼ですょ!』『福島のぶひろの、金曜でいいんじゃない?』『小籔×笑い飯の「土020」』『ヤングタウン日曜日』などを愛聴している他、大分放送の村津孝仁アナウンサーが出演している番組(『10000BuzzMachine』など)も愛聴している[7]。タイムフリー聴取も多くなったと語っている[4]。「ラジオ好きというのはラジオを聴いている全員のことを指す」「ラジオは元気をくれるサプリメントのようなコンテンツだと思うから、何番組も聴くより居心地のよい場所を作ってくれるパーソナリティを見つけることが大切」だとインタビューで語っている[4]。
- ナインティナインのファンクラブにも入っており、会員番号は24番だった[5]。
- かつては痩せており「森三中の中ではキレイな方」と言われていたが、夜中に食する自宅での一人焼肉にハマリ激太りしてしまった。
- 「15少女漂流記」で一緒だったいとうあさこ、なかのよいこ、オアシズと仲が良い。いとうの「浅倉南」ネタで着ているレオタードは黒沢がプレゼントしたものである。
- 好きな食べ物はすじこ。

## 単独での出演
トリオでの出演は森三中#出演を参照。

### テレビドラマ
- あんどーなつ（TBS、2008年）  - 三津屋ゆかり 役
- リセット 第7話（2009年2月26日、読売テレビ） - 　白井美咲(整形前) 役
- 嘆きの美女（NHK BSプレミアム、2013年） - 主演・池田耶居子 役
- シェアハウスの恋人 第7話（日本テレビ、2013年）  - 倉木明海 役
- 土曜ワイド劇場「パーフェクト弁護士～南蛇井律子」（朝日放送、2017年）  - 蓬莱満 役
- ついていけない子さんを愛でる-SDGs＆生理＆サウナ 問題提起ドラマバラエティ- (2021年1月23日、テレビ東京) - ついていけな子 役[8]
- ゴースト・オブ・レディオ〜バチボコ怖い心霊バスツアー〜 ディレクターズカット版（WOWOW、2025年2月16日） - 田川 役[9]

### その他のテレビ番組
- Matthew's Best Hit TV（テレビ朝日、2004年）クレア黒沢 役
- Neo Happy系教育テレビ（テレビ大阪、2006年） - アシスタント
- DIVA（テレビ東京・テレビ大阪、2007年） - アシスタント
- 淀川★キャデラック（テレビ大阪、2007年） - MC（黒沢宗子）
- 情報プレゼンター とくダネ!（フジテレビ、2009年4月2日 - 不明） - 木曜コーナー「カズコの物ちぎり! ヒットのココロ」司会
- ナニコレ珍百景（テレビ朝日、2015年2月18日 - ）山盛り珍百景をもえのあずき（バクステ外神田一丁目）と調査、出演の際は見届け人として出演。　※ 不定期出演
- とびっきり!しずおか（静岡朝日テレビ 2016年 - ）準レギュラー（「ぶらチャリ」コーナー）
- 老い愛で子さんのご自愛ください。〜ポジティブエイジングメソッド〜（テレビ東京、2016年6月） - 老い愛で子さん 役[10]
- 有吉の壁（日本テレビ、2016年7月3日・2017年6月24日・12月29日・2018年9月23日・2020年1月5日・4月8日・8月26日・9月30日・10月28日・12月9日・2021年2月24日・4月7日・21日・7月28日・8月22日）不定期出演
- 天才てれびくんYOU（NHK Eテレ、2017年） - 銀沢アイスかずこ 役
- いたくろむらせのオンとオフ（テレビ埼玉、2019年8月5日 - 2020年12月21日）
  - いたくろここなのオンとオフ（テレビ埼玉、2021年1月11日 - 9月27日）
- ギリギリライブ イマドキ女子のリアル生態調査（2021年9月13日、9月21日、北海道文化放送）マンスリーMC

### ウェブテレビ
- HITOSHI MATSUMOTO presents ドキュメンタル（2017年 - 2018年、Amazonプライム・ビデオ） - シーズン4、シーズン6出演
- 恵比寿マスカッツ 1.5 真夜中のワイドショー (2017年11月9日 - 8月27日、AbemaTV)
- 恵比寿マスカッツ 真夜中の運動会（2019年10月1日 - 2021年3月2日、AmebaTV）
- 石橋貴明プレミアム（2021年3月20日[11]、ABEMA）

### ウェブドラマ
- ゴースト・オブ・レディオ〜バチボコ怖い心霊バスツアー〜（2024年11月17日・29日〈予定〉、Streaming+・PIA LIVE STREAM） - 田川 役[12]

### ラジオ
- ゴチャ・まぜっ!火曜日（MBSラジオ、2007年 - 2009年）
- 東貴博のラジオビバリー昼ズ（2022年4月5日 - 、ニッポン放送） - 火曜パートナー

### CM
- トヨタ自動車「パッソ（2代目）」（2010年 - 。村上知子、仲里依紗らと共演）
- スカパー!（2010年 - 2012年。松山ケンイチと共演）
- 久光製薬「サロンパスA」（2011年 - 。大島美幸と共演）
- KDDI・沖縄セルラー電話「モリ娘。はじまる。auの学割」（2014年。大島美幸、モーニング娘。'14、つんく♂、哀川翔らと共演）
- サントリー オールフリー コラーゲン（2015年）[13]
- 白元アース「ミセスロイド」（2015年 - ）[14]
- 乖離性ミリオンアーサー（2015年）
- 花王「アタック抗菌EX 部屋干し用」（2022年 - 。菅田将暉と共演）

### 映画
- クロサワ映画（2010年） - 本人 役
  - クロサワ映画2011〜笑いにできない恋がある〜（2011年）
- ゴースト もういちど抱きしめたい（2010年） - 加藤美幸 役
- またいつか夏に。（2012年） - 二葉カフェの店長 役
- 帰ってきたバスジャック（2017年） - 岡田花子 役

### 劇場アニメ
- クレヨンしんちゃん 超時空!嵐を呼ぶオラの花嫁（2010年） - 花嫁（希望）軍団D黒沢 役

### 吹き替え
- シュガー・ラッシュ（2013年） - キャンドルヘッド 役
- シュガー・ラッシュ:オンライン（2018年） - キャンドルヘッド 役[15]

### 舞台
- さがり（2016年11月 - 12月、神保町花月） - 篠田涼子 役[16]

### MV
- 鶴 - 「アイタリナイ」

## 作品

### 配信限定シングル
- ｢さんちゃん紳士｣ （2018年7月25日）